# Estanyol (Bescanó)
Estanyol és un poble del municipi de Bescanó, a la comarca del Gironès, situat a la capçalera del Güell, al sud del terme. Al 2022 tenia 195 habitants.
Estanyol va deixar de ser un ens local independent quan el municipi actual de Bescanó es va conformar el 1846, després de l'abolició de l'antic règim senyorial. Aquell any, els termes d'Estanyol, Montfullà i Vilanna van ser agregats al terme de Bescanó per la política de reducció del número de municipis.
L'indret conserva restes d'un poblat ibèric dels segles IV-III aC, ubicades al puig de can Cendra. En aquest mateix puig hi ha una torre de telegrafia òptica, anomenada Torre del Telègraf.
El lloc d'Estanyol és esmentat ja el 922 i hi ha notícia de l'existència d'un castell. L'església de Sant Andreu és parroquial i, després d'un temple anterior, fou construïda el 1704.

## Etimologia
Segons el Diccionari català-valencià-balear, ve del llatí stagnĕŏlu (estanyol), diminutiu de stagnu (estany).

## Llocs d'interès
- Sant Andreu d'Estanyol, església parroquial del poble
- Sant Bartomeu d'Estanyol, església al costat de Can Capella
- Sant Pere d'Estanyol, ermita al costat de Can Santpere
- Poblat ibèric del Puig de Can Cendra, jaciment arqueològic del segle iv aC
- Torre del Telègraf, torre de telegrafia òptica de mitjans del segle xix

## Fires i festes
- Pels volts del 30 de novembre és la festa major per Sant Andreu apòstol

## Persones il·lustres
- Josep Fontbernat i Verdaguer (1896-1977), músic i polític.
- Pau Cubarsí Paredes (2007-), futbolista.